# 康斯坦丁·奧斯特羅斯基
康斯坦丁·伊萬諾維奇·奧斯特羅斯基（1460年—1530年8月10日）是立陶宛大公国的鲁塞尼亚王公和什拉赫塔，後來的立陶宛軍事首領（1497年9月11日起直至離世）。
奧斯特羅斯基是在波兰国王和立陶宛大公阿尔布雷赫特翰之下，開始他的軍役事業。他曾參與對鞑靼人和莫斯科大公国的卓越戰役。由於他在奥恰基夫附近取得了對戰穆罕默德一世吉雷的勝仗，被授予立陶宛軍事首領（立陶宛大蓋特曼）的頭銜，是第一位獲頒此殊榮之人。然而，在與莫斯科的一次戰爭後，其於韋德羅沙之戰（Battle of Vedrosha，1500 年）中被擊敗並被俘虜三年。 直到1503年，他設法逃離和回到齊格蒙德一世靡下，齊格是允許了他繼續擔當蓋特曼的職務。在作為同盟中的主要軍事將領之一（和波蘭將軍米科瓦伊·菲爾萊及米科瓦伊·卡米涅茨基齊名），他是再繼續（領軍）向继莫斯科大公國發動進攻，在1512年時是在維斯尼維茨之戰（Battle of Wisniowiec）對韃靼人取得巨大勝利。
到1514年，與莫斯科大公國的另一場大戰開始後，奧斯特羅斯基擔任起全體波蘭和立陶宛部隊（多達35,000名士兵）的總司令。其下屬包括耶日·拉齊維烏、雅努什·希維爾喬夫斯基 ，維托德·桑波林斯基和未来王家（直屬）蓋特曼揚·塔諾夫斯基。1514年9月8日，在奧爾沙之戰中他取得重大勝利，擊敗俄罗斯瓦西里三世的軍隊。然而，到了1517年，他在試圖圍攻俄羅斯的奧波奇卡要塞時，卻遭受到嚴重的挫敗，這個是摧毁了任何（聯邦）重奪斯摩棱斯克的希望。
他曾有過兩任妻子：Tatiana Koretska和Aleksandra Słucka。他還有兩個兒子：和 Koretska所生的Illia Ostrogski，以及和Słucka所生的康斯坦丁·瓦西爾·奧斯特羅斯基。
他是以一位受人尊敬的軍事指揮官（身份）於1530 年離世的。儘管他始終效忠天主教波兰，同時和東正教莫斯科公國有過長久的不和，但奧斯特羅斯基本人依照其家族傳統也有一直保持為虔誠的東正教教徒（身份）。他有為過東正教教堂的建設慷慨解囊，還為東正教的孩子們提供資助創建了許多教會附設學校。作為當時最富有的東正教貴族之一，他之後是被安葬在基辅的基辅佩乔尔斯克修道院。
他是波蘭畫家扬·马泰伊科著名畫作《Prussian Homage》中所展示的人物之一。
康斯坦丁諾夫鎮保持以其名做名稱。立陶宛-波兰-乌克兰旅也以他的名字命名。關於他指揮針對克里米亞的戰役，參見1508-1527年克里米亞-諾蓋搶掠（Crimean-Nogai Raids），包括其中的奧爾沙尼察之戰（Battle of Olshanitsa）。

## 備注
1. ↑  烏克蘭語羅馬化：Kostiantyn Ivanovych Ostrozkyi
2. ↑  白羅斯語羅馬化：Kanstantyn Ivanavich Astroski

## 外部鏈接
- 奥斯特罗茨基，科斯蒂安廷 （页面存档备份，存于）
- 奥斯特罗茨基家族